# Сикияз (приток Ая)
Сикияз — ручей, левый приток Ая, протекает по территории Усть-Катавского городского округа и Саткинского района Челябинской области и Салаватского района Республики Башкортостан в России. Длина ручья составляет 28 км, площадь водосборного бассейна — 89 км².

## Описание
Сикияз начинается от родника на склонах хребта Башташ к югу от горы Песчаная, на высоте около 640 м над уровнем моря. Генеральным направлением течения ручья является северо-восток. Около северо-западной окраины деревни Сикиязтамак впадает в Ай на высоте 245 м над уровнем моря.

## Данные водного реестра
По данным государственного водного реестра России, Сикияз относится к Камскому бассейновому округу, водохозяйственный участок — Ай от истока до устья, речной подбассейн — Белая. Речной бассейн — Кама.
Код водного объекта в государственном водном реестре — 10010201012211100022195.